# Gottfried Lanz
Gottfried Lanz (* 20. Februar 1859 in Rohrbach; † 18. Februar 1950 in Muralto, reformiert, heimatberechtigt in Rohrbach) war ein Schweizer Unternehmer und Politiker (BGB).

## Leben
Gottfried Lanz kam am 20. Februar 1859 in Rohrbach als Sohn des Sägereibesitzers Johann Lanz und der Anna Barbara geborene Heiniger zur Welt. Lanz absolvierte zunächst eine Lehre in der Sägerei seines Vaters, daran anschliessend unternahm er eine Wanderschaft durch die Westschweiz, bevor er nach dem Tod seines Vaters dessen Betrieb übernahm.
Ab dem Jahr 1890 modernisierte er das Werk und begann 1911 als schweizerischer Pionier mit der industriellen Furnierfabrikation. Die Firma stieg unter seiner Leitung, mit der Beteiligung seines Sohnes Hans (* 1890, † 1951), zum grössten schweizerischen Spezialwerk für Furniere, Tischlerplatten und Täfer für die Möbel- und Bauschreinerei auf.
Gottfried Lanz heiratete im Jahr 1881 die gebürtige Laufenerin Marie, Tochter des Friedrich Ruprecht. Er verstarb am 18. Februar 1950 zwei Tage vor Vollendung seines 91. Lebensjahres in Muralto.

## Politische Ämter
Gottfried Lanz begann seine politische Laufbahn im Jahr 1896 im Rohrbacher Gemeinderat, dem er bis 1906 angehörte. In der Folge vertrat er zwischen 1906 und 1930 die Bauern-, Gewerbe- und Bürgerpartei im Berner Grossen Rat.